# امید جهانبخش
امید جهانبخش (زادهٔ ۱۱ اسفند ۱۳۷۲ در تهران) یک بازیکن فوتبال اهل ایران است و هم‌اکنون در پست هافبک برای باشگاه گل ریحان در لیگ آزادگان بازی می‌کند.
وی سابقه عضویت در تیم‌هایی همچون مقاومت تهران و صبای قم و گسترش فولاد را در کارنامه دارد.